# درجه پلیمریزاسیون
درجه پلیمریزاسیون (به انگلیسی: Degree of polymerization)، به تعداد واحدهای مونومری موجود در یک ماکرومولکول، پلیمر یا الیگومر گفته می‌شود. برای یک هموپلیمر تنها یک نوع واحد مونومری وجود دارد و متوسط عددی درجه پلیمریزاسیون از طریق فرمول روبرو محاسبه می‌شود.   {\displaystyle DP_{n}\equiv X_{n}={\frac {M_{n}}{M_{0}}}}
{\displaystyle M_{n}}متوسط وزن مولکولی عددی و {\displaystyle M_{0}} متوسط وزن مولکولی واحد مونومری است. این عدد تغییرات اندازه و سایز مولکولهای یک پلیمر را منعکس نمی‌کند و فقط تعداد متوسط واحدهای مونومری را نشان می‌دهد. در بسیاری از کاربردهای صنعتی، درجه پلیمریزاسیونی در مقیاس هزار تا دهها هزار مطلوب و موردنیاز است.
برخی نویسندگان درجه پلیمریزاسیون را تعداد واحدهای تکرارشونده توصیف می‌کنند، درحالیکه برای کوپلیمرها ممکن است واحدهای تکرارشونده با واحدهای مونومری یکسان نباشند. برای مثال در کوپلیمر پلیآمیدی نایلون۶–۶، واحد تکرارشونده دو واحد مونومری —NH(CH2)6NH— و —OC(CH2)4CO— این را شامل می‌شود و بنابراین، یک زنجیره با ۱۰۰۰ واحد مونومری، ۵۰۰ واحد تکرارشونده دارد. درجه پلیمریزاسیون یا طول زنجیره این پلیمر طبق تعریف اولیه ۱۰۰۰ و طبق تعریف ثانویه ۵۰۰ خواهدشد.

## ارتباط بین درجه پلیمریزاسیون و خواص پلیمر
از آنجاییکه تغییر در درجه پلیمریزاسیون یک پلیمر باعث تغییر در وزن مولکولی آن خواهد شد، پلیمرهای با ترکیب شیمیایی یکسان ولی درجه پلیمریزاسیون متفاوت و به طبع آن وزن مولکولی متفاوت، خواص فیزیکی مختلفی از خود نشان میدهند. وزن مولکولی بر خواصی همچون: ویسکوزیته مذاب، استحکام کششی، چقرمگی و خواص حرارتی پلیمر تأثیرگذار است.

به‌طور کلی افزایش درجه پلیمریزاسیون منجر به دمای ذوب بالاتر در پلیمرهای نیمه کریستالی و افزایش دمای انتقال شیشه ای پلیمرها خواهد شد. همچنین افزایش استحکام مکانیکی را نیز در پی دارد. مطابق نمودار زیر، تغییرات اندک وزن مولکولی در بازهٔ وزنهای مولکولی کم و متوسط، تغییرات زیاد خواص را در پی دارد. اما بعد از رسیدن به یک سطح آستانه ای، تغییرات خواص بسیار اندک می‌شود. این پدیده برپایهٔ غلظت انتهای زنجیره توجیه میشود. پلیمرهای با وزن مولکولی کمتر، زنجیره‌های کوتاهتری دارند، بنابراین برای مقدار یکسان ماده، افزایشی در تعداد مولکولها و به دنبال آن افزایش انتهای زنجیره دیده میشود. انتهای زنجیره‌ها در مقایسه با قسمت میانی، تمایل بیشتری به تحرک و حجم آزاد دارند؛ بنابراین پلیمرهای با وزن مولکولی کمتر، پلاستیسیته بیشتر و دمای شیشه ای شدن کمتر دارند.

تاثیر درجه پلیمریزاسیون بر خواص پلیمر

همچنین با فرض جهت‌گیری عالی زنجیرههای مولکولی، انتهای زنجیره ها نقص و عیب محسوب می‌شوند و به عنوان نقطه شروع تشکیل میکروترک عمل می‌کنند. پس در مقدار یکسان ماده، هرچه وزن مولکولی بیشتر باشد انتهای زنجیره، کمتر بوده و خواص کششی بهبود می‌یابد. به عبارت دیگر با افزایش درجه پلیمریزاسیون و وزن مولکولی، درگیری فیزیکی زنجیرهها بیشتر شده و نیروهای کششی از طریق نقاط درگیری(entanglement points) منتقل می‌شود.

## تأثیر پلیمریزاسیون مرحله‌ای و زنجیره‌ای
در پلیمریزاسیون مرحله ای، برای دستیابی به درجه پلیمریزاسیون بالا، کسر مونومر تبدیلی(p) بالایی لازم است. مطابق معادله کاروترز،{\displaystyle {\bar {X}}_{n}={\frac {1}{1-p}}}، برای مثال، با p=۹۹٪ به Xn=۱۰۰ دست می‌یابیم.
در پلیمریزاسیون زنجیره ای، معادله کاروترز استفاده نمیشود و زنجیره‌های بلند از ابتدای واکنش شکل می‌گیرند. زمانهای طولانی واکنش، بازده پلیمر را بیشتر کرده و زنجیره بلندتری داریم اما تأثیر کمی بر متوسط وزن مولکولی دارد. در این نوع پلیمریزاسیون، درجه پلیمریزاسیون به طول زنجیره جنبشی مرتبط بوده، که تعداد متوسط مونومرهای پلیمریزه شده در هر زنجیرهی ابتدایی است. البته با توجه به نوع اختتام پلیمریزاسیون، تفاوتهایی با طول زنجیره جنبشی دارد.
1. در اختتام به روش جفت شدن دو زنجیره، از طریق ترکیب دو زنجیرهٔ رادیکالی، درجه پلیمریزاسیون دو برابر خواهد شد.
2. در اختتام به روش انتقال به زنجیر دیگر، درجه پلیمریزاسیون کاهش خواهد یافت.
3. انتقال زنجیره به یک حلال یا حل شونده دیگر نیز، کاهش درجه پلیمریزاسیون را به همراه خواهد داشت.

## متوسط عددی و متوسط وزنی
پلیمرهای سنتزی، ترکیبی از ماکرومولکول‌ها با درجه پلیمریزاسیونهای مختلف را دربرمی‌گیرند و بنابراین، وزن مولکولی مختلفی دارند. انواع مختلفی از متوسط وزن مولکولی پلیمر وجود دارد. دو نمونه از مهم‌ترین آنها، متوسط عددی Xn و متوسط وزنی Xw است. متوسط درجه پلیمریزاسیون عددی، درجه پلیمریزاسیونی است که از طریق وزن کسر مولی یا تعداد مولکولهای هر پلیمر به دست می‌آید. معمولاً از طریق اندازه‌گیری فشار اسمزی پلیمر، تخمین زده می‌شود. اما متوسط درجه پلیمریزاسیون وزنی، از طریق کسر وزنی یا وزن کلی مولکول هر پلیمر، به دست می‌آید. این نوع نیز معمولاً از طریق اندازه‌گیری پراکندگی رایلی پلیمر محاسبه می‌شود.